# 腓特烈斯貝花園
腓特烈斯貝花园（丹麥語：Frederiksberg Have）是位於丹麥哥本哈根的一座英式花園，其始建於1690年代。該花园是哥本哈根規模最大的綠地之一，占地範圍與其相鄰的 Søndermarken 兩者面積總計達64公頃。。

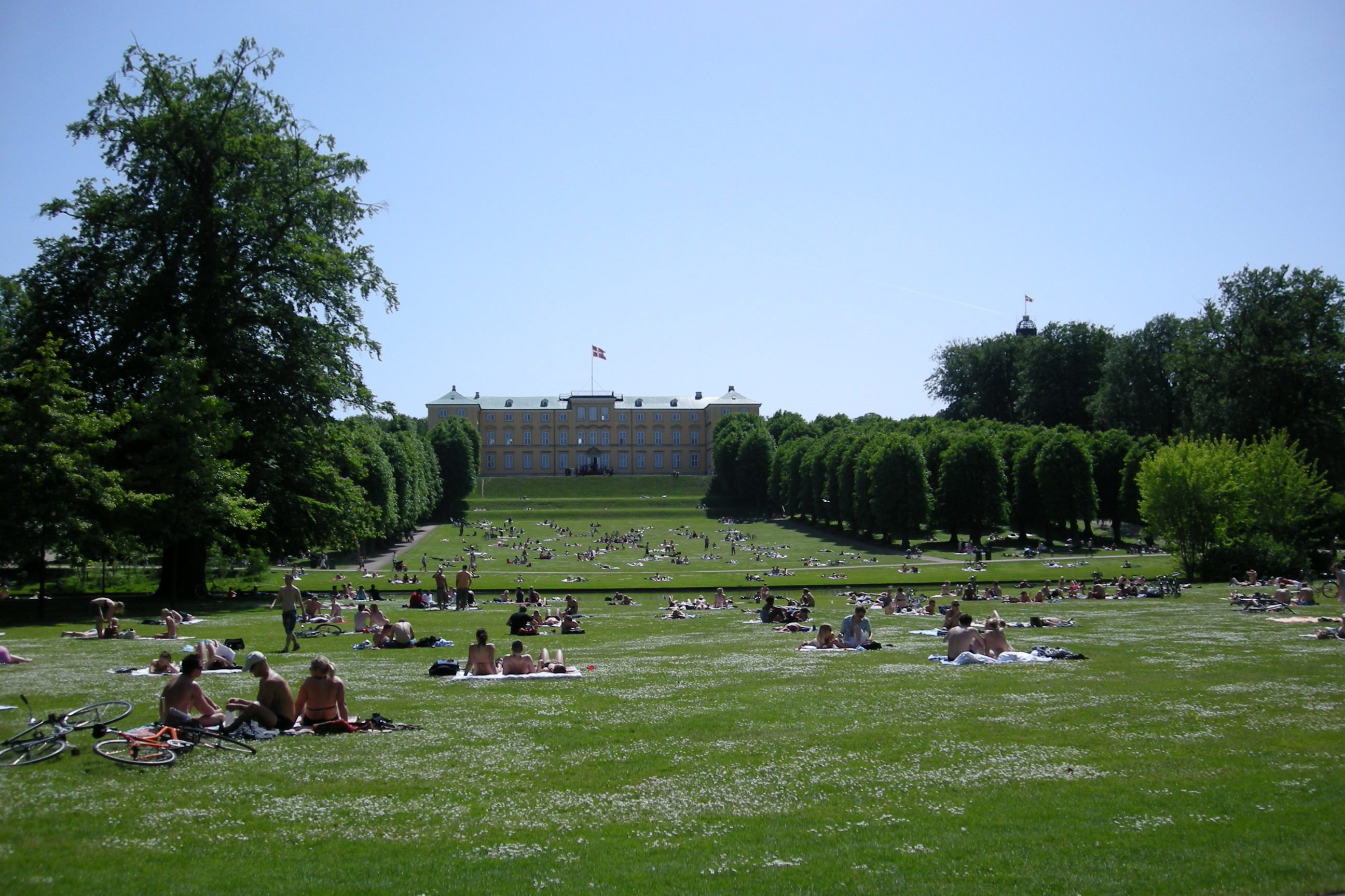
花園景色